# Vielitzsee (gmina)
Vielitzsee – gmina w Niemczech w kraju związkowym Brandenburgia, w powiecie Ostprignitz-Ruppin, wchodzi w skład urzędu Lindow (Mark).